# Грегори Гэдсон
Грегори Димитри Гадсон (родился 19 февраля 1966 года) — американский актёр, мотивационный оратор, полковник в отставке армии США и бывший командующий гарнизоном армии США Форт-Бельвуар. Он также имеет двустороннюю ампутацию выше колена. Он служил в армии США более 20 лет в качестве офицера полевой артиллерии и проходил действительную службу в операциях «Щит в пустыне» и «Буря в пустыне», операции «Джойнт Фордж», операции «Несокрушимая свобода» и операции «Свобода Ирака».